# 신연수
신연수(申燃秀, 1992년 4월 6일 ~ )는 대한민국의 축구 선수이다.

## 선수 경력
2011년에 수원 삼성 블루윙즈에 입단하여 프로에 데뷔하였으나, 주전 경쟁에 밀려 출전하지 못했고, 2011 시즌 후, 상주 상무에 입대하여 군 복무를 하였고, 2013시즌 후, 전역하여 팀에 복귀하였다.
2014 시즌을 앞두고 2011년 때 자신을 프로 무대로 이끌어 준 윤성효 감독의 부름을 받아 부산 아이파크로 이적하였다.
2016년, 청주City FC에 입단하였으며, 같은 해 7월 부산교통공사로 이적하였다.